# Oncholaimus acuticauda
Oncholaimus acuticauda är en rundmaskart. Oncholaimus acuticauda ingår i släktet Oncholaimus, och familjen Oncholaimidae. Arten är reproducerande i Sverige.